# What We Do in the Shadows
What We Do in the Shadows är en amerikansk fantasy- och skräckserie som hade premiär år 27 mars 2019. Serien har sedan fått kontrakt på ytterligare fyra säsonger. Säsong fem hade premiär den 13 juli 2023 på HBO Max. Serien är skapad av Jemaine Clement och baserad på den nyzeeländska filmen med samma namn från 2014.

## Handling
Serien kretsar kring en grupp vampyrer i Staten Island där de levt tillsammans under många hundra år. Nandor är ledare för gruppen, med ett ursprung från ottomanska riket. Laszlo är en brittisk vampyr som älskar pranks och älskar när Nandor misslyckas med saker. Nadja är en vampyr som påminner om Bonnie från Bonnie & Clyde.

## Rollista i urval
- Kayvan Novak – Nandor
- Matt Berry – Leslie "Laszlo" Cravensworth
- Natasia Demetriou – Nadja
- Harvey Guillén – Guillermo de la Cruz
- Mark Proksch – Colin Robinson
- Anthony Atamanuik – Sean Rinaldi
- Beanie Feldstein – Jenna
- Doug Jones – Baron Afanas
- Nick Kroll – Simon
- Jake McDorman – Jeff Suckler
- Kristen Schaal – The Guide
- Marissa Jaret Winokur – Charmaine Rinaldi
- Anoop Desai – Djinn
- Parisa Fakhri – Marwa

## Avsnitt
| Säsong | Säsong | Avsnitt | Avsnitt | Originalvisning       | Originalvisning      |
| Säsong | Säsong | Avsnitt | Avsnitt | Första sändningsdatum | Sista sändningsdatum |
| ------ | ------ | ------- | ------- | --------------------- | -------------------- |
|        | 1      | 10      | 10      | 27 mars 2019          | 29 maj 2019          |
|        | 2      | 10      | 10      | 15 april 2020         | 10 juni 2020         |
|        | 3      | 10      | 10      | 2 september 2021      | 28 oktober 2021      |
|        | 4      | 10      | 10      | 12 juli 2022          | 6 september 2022     |
|        | 5      | 10      | 10      | 13 juli 2023          | 31 augusti 2023      |
|        | 6      | 11      | 11      | 21 oktober 2024       | TBA                  |

### Säsong 1 (2019)
| Nr i serien | Nr i säsongen | Titel                  | Regissör        | Manus                                              | Originalvisning |
| ----------- | ------------- | ---------------------- | --------------- | -------------------------------------------------- | --------------- |
| 1           | 1             | "Pilot"                | Taika Waititi   | Jemaine Clement & Taika Waititi                    | 27 mars 2019    |
| 2           | 2             | "City Council"         | Jemaine Clement | Jemaine Clement & Taika Waititi & Paul Simms       | 3 april 2019    |
| 3           | 3             | "Werewolf Feud"        | Jemaine Clement | Jemaine Clement & Taika Waititi & Josh Lieb        | 10 april 2019   |
| 4           | 4             | "Manhattan Night Club" | Jemaine Clement | Jemaine Clement & Taika Waititi & Tom Scharpling   | 17 april 2019   |
| 5           | 5             | "Animal Control"       | Jackie van Beek | Jemaine Clement & Taika Waititi & Duncan Sarkies   | 24 april 2019   |
| 6           | 6             | "Baron's Night Out"    | Jackie van Beek | Jemaine Clement & Taika Waititi & Iain Morris      | 1 maj 2019      |
| 7           | 7             | "The Trial"            | Taika Waititi   | Jemaine Clement & Taika Waititi                    | 8 maj 2019      |
| 8           | 8             | "Citizenship"          | Jason Woliner   | Jemaine Clement & Taika Waititi & Stefani Robinson | 8 maj 2019      |
| 9           | 9             | "The Orgy"             | Jason Woliner   | Jemaine Clement & Taika Waititi & Marika Sawyer    | 22 maj 2019     |
| 10          | 10            | "Ancestry"             | Taika Waititi   | Jemaine Clement & Taika Waititi & Stefani Robinson | 29 maj 2019     |

### Säsong 2 (2020)
| Nr i serien | Nr i säsongen | Titel                          | Regissör        | Manus                                       | Originalvisning |
| ----------- | ------------- | ------------------------------ | --------------- | ------------------------------------------- | --------------- |
| 11          | 1             | "Resurrection"                 | Kyle Newacheck  | Marika Sawyer                               | 15 april 2020   |
| 12          | 2             | "Ghosts"                       | Kyle Newacheck  | Paul Simms                                  | 15 april 2020   |
| 13          | 3             | "Brain Scramblies"             | Kyle Newacheck  | Jake Bender & Zach Dunn                     | 22 april 2020   |
| 14          | 4             | "The Curse"                    | Liza Johnson    | Sarah Naftalis                              | 29 april 2020   |
| 15          | 5             | "Colin's Promotion"            | Jemaine Clement | Shana Gohd                                  | 6 maj 2020      |
| 16          | 6             | "On the Run"                   | Yana Gorskaya   | Stefani Robinson                            | 13 maj 2020     |
| 17          | 7             | "The Return"                   | Jemaine Clement | Jemaine Clement                             | 20 maj 2020     |
| 18          | 8             | "Collaboration"                | Yana Gorskaya   | Sam Johnson & Chris Marcil                  | 27 maj 2020     |
| 19          | 9             | "Witches"                      | Kyle Newacheck  | William Meny                                | 3 juni 2020     |
| 20          | 10            | "Nouveau Théâtre des Vampires" | Kyle Newacheck  | Sam Johnson & Stefani Robinson & Paul Simms | 10 juni 2020    |

### Säsong 3 (2021)
| Nr i serien | Nr i säsongen | Titel                      | Regissör       | Manus                                                       | Originalvisning   |
| ----------- | ------------- | -------------------------- | -------------- | ----------------------------------------------------------- | ----------------- |
| 21          | 1             | "The Prisoner"             | Kyle Newacheck | Paul Simms                                                  | 2 september 2021  |
| 22          | 2             | "The Cloak of Duplication" | Yana Gorskaya  | Sam Johnson & Chris Marcil                                  | 2 september 2021  |
| 23          | 3             | "Gail"                     | Kyle Newacheck | Marika Sawyer                                               | 9 september 2021  |
| 24          | 4             | "The Casino"               | Yana Gorskaya  | Sarah Naftalis                                              | 16 september 2021 |
| 25          | 5             | "The Chamber of Judgement" | Kyle Newacheck | William Meny                                                | 23 september 2021 |
| 26          | 6             | "The Escape"               | Yana Gorskaya  | Jake Bender & Zach Dunn                                     | 30 september 2021 |
| 27          | 7             | "The Siren"                | Yana Gorskaya  | Shana Gohd                                                  | 7 oktober 2021    |
| 28          | 8             | "The Wellness Center"      | Yana Gorskaya  | Stefani Robinson                                            | 14 oktober 2021   |
| 29          | 9             | "A Farewell"               | Tig Fong       | Sam Johnson & Stefani Robinson & Marika Sawyer & Paul Simms | 21 oktober 2021   |
| 30          | 10            | "The Portrait"             | Yana Gorskaya  | Sam Johnson & Stefani Robinson & Paul Simms & Lauren Wells  | 21 oktober 2021   |

### Säsong 4 (2022)
| Nr i serien | Nr i säsongen | Titel               | Regissör       | Manus                                                     | Originalvisning  |
| ----------- | ------------- | ------------------- | -------------- | --------------------------------------------------------- | ---------------- |
| 31          | 1             | "Reunited"          | Yana Gorskaya  | Stefani Robinson & Paul Simms                             | 12 juli 2022     |
| 32          | 2             | "The Lamp"          | Yana Gorskaya  | Wally Baram & Aasia LaShay Bullock                        | 12 juli 2022     |
| 33          | 3             | "The Grand Opening" | Kyle Newacheck | Sam Johnson & Chris Marcil                                | 19 juli 2022     |
| 34          | 4             | "The Night Market"  | Yana Gorskaya  | William Meny & Paul Simms                                 | 26 juli 2022     |
| 35          | 5             | "Private School"    | Kyle Newacheck | Ayo Edebiri & Shana Gohd                                  | 2 augusti 2022   |
| 36          | 6             | "The Wedding"       | Tig Fong       | Sam Johnson & Sarah Naftalis & Marika Sawyer & Paul Simms | 9 augusti 2022   |
| 37          | 7             | "Pine Barrens"      | Kyle Newacheck | Sarah Naftalis                                            | 16 augusti 2022  |
| 38          | 8             | "Go Flip Yourself"  | Yana Gorskaya  | Marika Sawyer                                             | 23 augusti 2022  |
| 39          | 9             | "Freddie"           | DJ Stipsen     | Jake Bender & Zach Dunn                                   | 30 augusti 2022  |
| 40          | 10            | "Sunrise, Sunset"   | Kyle Newacheck | Paul Simms                                                | 6 september 2022 |

### Säsong 5 (2023)
| Nr i serien | Nr i säsongen | Titel                         | Regissör       | Manus                                                               | Originalvisning |
| ----------- | ------------- | ----------------------------- | -------------- | ------------------------------------------------------------------- | --------------- |
| 41          | 1             | "The Mall"                    | Yana Gorskaya  | Marika Sawyer                                                       | 13 juli 2023    |
| 42          | 2             | "A Night Out with the Guys"   | Kyle Newacheck | Paul Simms                                                          | 13 juli 2023    |
| 43          | 3             | "Pride Parade"                | Yana Gorskaya  | Jake Bender & Zach Dunn                                             | 20 juli 2023    |
| 44          | 4             | "The Campaign"                | Yana Gorskaya  | Max Brockman & Shana Gohd                                           | 27 juli 2023    |
| 45          | 5             | "Local News"                  | Yana Gorskaya  | Sarah Naftalis                                                      | 3 augusti 2023  |
| 46          | 6             | "Urgent Care"                 | Yana Gorskaya  | Sam Johnson & Chris Marcil                                          | 10 augusti 2023 |
| 47          | 7             | "Hybrid Creatures"            | Kyle Newacheck | Jeremy Levick & Rajat Suresh                                        | 17 augusti 2023 |
| 48          | 8             | "The Roast"                   | Tig Fong       | Sarah Naftalis & Lauren Wells                                       | 24 augusti 2023 |
| 49          | 9             | "A Weekend at Morrigan Manor" | Kyle Newacheck | William Meny & Paul Simms                                           | 31 augusti 2023 |
| 50          | 10            | "Exit Interview"              | Tig Fong       | Jake Bender & Zach Dunn & Sam Johnson & Sarah Naftalis & Paul Simms | 31 augusti 2023 |

### Säsong 6 (2024)
| Nr i serien | Nr i säsongen | Titel                       | Regissör       | Manus                                                              | Originalvisning  |
| ----------- | ------------- | --------------------------- | -------------- | ------------------------------------------------------------------ | ---------------- |
| 51          | 1             | "The Return of Jerry"       | Kyle Newacheck | Paul Simms                                                         | 21 oktober 2024  |
| 52          | 2             | "Headhunting"               | Kyle Newacheck | Jake Bender, Zach Dunn, Sam Johnson & Sarah Naftalis               | 21 oktober 2024  |
| 53          | 3             | "Sleep Hypnosis"            | Yana Gorskaya  | Marika Sawyer                                                      | 21 oktober 2024  |
| 54          | 4             | "The Railroad"              | Kyle Newacheck | Sam Johnson & Chris Marcil                                         | 28 oktober 2024  |
| 55          | 5             | "Nandor's Army"             | Yana Gorskaya  | Sarah Naftalis                                                     | 4 november 2024  |
| 56          | 6             | "Laszlo's Father"           | Yana Gorskaya  | Jake Bender & Zach Dunn                                            | 11 november 2024 |
| 57          | 7             | "March Madness"             | Yana Gorskaya  | Jeremy Levick & Rajat Suresh                                       | 18 november 2024 |
| 58          | 8             | "P.I. Undercover: New York" | Kyle Newacheck | Max Brockman                                                       | 25 november 2024 |
| 59          | 9             | "Come Out and Play"         | DJ Stipsen     | Shana Gohd & Paul Simms                                            | 2 december 2024  |
| 60          | 10            | "The Promotion"             | Kyle Newacheck | Jake Bender, Zach Dunn, Amelia Haller, William Meny & Lauren Wells | 9 december 2024  |
| 61          | 11            | "The Finale"                | TBA            | Sam Johnson, Sarah Naftalis & Paul Simms                           | 16 december 2024 |